# Diselaan
Diselaan of waterstofdiselenide is een anorganische verbinding van seleen met de chemische formule {\displaystyle {\ce {H2Se2}}} of {\displaystyle {\ce {(SeH)2}}}. Bij kamertemperatuur is de stof niet stabiel en ontleedt makkelijk naar waterstofselenide en elementair seleen:
{\displaystyle {\ce {H2Se2\ ->\ H2Se\ +\ Se}}}
In een aantal oplossingen is plossingen is de stof wel stabiel.